# گل‌تپه (خدابنده)

گل‌تپه (خدابنده)، روستایی از توابع بخش بزینه‌رود شهرستان خدابنده در استان زنجان ایران است شغل مردم کشاورزی و دامداری و خرید و فروش علوفه و دام است محصولات کشاورزی گندم و جو و عدس و نخود اکثریت کشاورزی روستا را تشکیل میدهند از سمت غرب با روستای حسام آباد و شرق با روستای آغوزلو و شمال زاغه لو و جنوب سرشبارد همسایه است راه های مواصلاتی آسفالته است ولی عدم توجه مسئولین رسیدگی نشده  و فرسوده شده است دارای مقاطع تحصیلی از پیش دبستانی تا دیپلم و مدرسه شبانه روزی است پست بانک و دسترسی به عابر بانک در روستا فراهم است . گاوداری ها و مرغداری ها در اطراف روستا هستند  .
روستای گل‌تپه روستای دارای مردم با فرهنگ و نماد مردمی با علم و دانش در منطقه قیدار 
در جنوب  روستا 20 کیلومتری شهر زرین رود و سمت شمال  38 کیلومتری شهر قیدار قرار دارد 
محصولات= گندم . جو .عدس. نخود . سیب زمینی و غلات... 
روستای گل‌تپه از لحاظ حاصلخیزی زمین در منطقه شهره خاص و عام است و گندم بسیار مرغوبی در کنار مابقی محصولات خود دارد 
در بهمن ماه سال ۱۳۹۷ گازرسانی به این روستا انجام شد.همچنین در سال ۱۳۹۹ به اتمام و افتتاح شد 
در شهریور سال ۱۴۰۰  آبرسانی  انجام شد.
روستای گل تپه طایفه های قاسملو و اسلامی اکثریت را تشکیل میدهند مابقی رحیمی و  خدابنده لو و خانی و اودر و   نوروزی و رستم خانی و ...

## جمعیت
این روستا در دهستان زرینه‌رود (خدابنده) قرار دارد و براساس سرشماری مرکز آمار ایران در سال ۱۳۸۵، جمعیت آن ۸۱۱ نفر (۱۸۴خانوار) بوده‌است.